# جان بيرغر (ملحن)
جان بيرغر (بالألمانية: Jean Berger؛ بالإنجليزية: Jean Berger) هو عالم موسيقى وملحن وعازف بيانو ألماني وأمريكي، ولد في 27 سبتمبر 1909 في هام في ألمانيا، وتوفي في 28 مايو 2002 في أورورا في الولايات المتحدة.

## وصلات خارجية
- جان بيرغر على موقع الموسوعة البريطانية (الإنجليزية)
- جان بيرغر على موقع ميوزك برينز (الإنجليزية)
- جان بيرغر على موقع ديسكوغز (الإنجليزية)